# 大鱗嶺鰍
叉尾嶺鰍（學名：Oreonectes macrolepis），為輻鰭魚綱鯉形目條鰍科嶺鰍屬的其中一種。分布於亞洲中國廣西壯族自治區環江縣的一個地下洞穴中，本魚體延長，頭平扁，口下位，觸鬚3對，眼睛退化僅剩1小黑點，體被小鱗片，側線不完全，體灰白色，頭部及身體散布黑色小黑點，尾鰭叉形，體長可達7.6公分，棲息在洞穴底層水域，生活習性不明。

## 扩展阅读
維基物種上的相關：叉尾嶺鰍